# Campo do Adelino Rodrigues
Der Campo de Futebol Adelino Rodrigues (auch Campo do Liceu) ist ein Fußballstadion im Zentrum von Funchal, der Hauptstadt der portugiesischen Insel Madeira. Das Fußballfeld ist auf drei Seiten von Rängen umgeben, die etwa 3000 Zuschauern Platz bieten. Der Lehmplatz wurde 2003 durch einen Kunstrasen ersetzt. Die Hauptnutzer sind der örtliche Fußballverein CS Madeira und das Team der Universität Madeira. Während des Neubaus des Estádio dos Barreiros trugen die Vereine Marítimo und Nacional von 1954 bis 1957 ihre Heimspiele dort aus. Ab 2008 war das Stadion Heimstätte des damaligen Zweitligisten União Madeira.